# Airline Tycoon
Airline Tycoon — серія відеоігор жанру економічний симулятор, в якій гравцю надається можливість побудувати власну авіакомпанію. Мета гравця — стати магнатом авіаліній. Оригінальна гра була створена Spellbound та видана Infogrames, а її доповнення видавалися різними компаніями. Оригінальна гра була створена для Windows, і лише остання версія гри Deluxe була портована під платформи Macintosh, Linux та ZETA.

## Геймплей
У грі гравець грає за одного з чотирьох магнатів, інші три — його конкуренти. Існує вільна гра та набір місій. У вільній грі відсутня будь-яка мета, необхідно просто підтримувати рівень конкурентоспроможності, тобто не стати банкрутом, купляти якомога більше літаків, здійснювати якомога більше рейсів тощо. В місіях існує певна ціль, яку гравець має досягнути раніше, ніж суперники. Наприклад, існують місії, де необхідно заробити найбільше грошей, здійснити найбільше рейсів, перевезти найбільше пасажирів, сплатити борги, підвищити імідж авіакомпанії тощо.
Гроші заробляються здебільшого виконанням рейсів по перевезенню пасажирів. В аеропорті існують два туристичні агентства, де можна взяти замовлення для виконання. Крім цього, можна перевозити вантажі (з версії First Class), брати рейси із закордонних філіалів авіакомпаній (власних та тих, що належать суперникам, — за домовленістю з ними), брати в оренду маршрути. Планування цього відбувається в офісі або в ноутбуці, який можна придбати в місцевому дьюті-фрі. Якщо гравець має доступні для виконання замовлення літаки та успішно виконає рейс, він отримує нагороду. Якщо рейс не виконується, він сплачує неустойку. Крім цього, існують додаткові способи підзаробити: зекономити на пальному, зекономити на якості обслуговування літаків в ангарі, в банку. В процесі гри гравцю доведеться відвідати безліч кімнат, розташованих в аеропорті.
В налаштуваннях гри можна обрати режим гри: мультиплеєр та сінгплеєр, вибрати місто розташування аеропорту. В мультиплеєрі суперники — реальні гравці.
Зліва знизу знаходиться статистика гравців, де можна подивитися кількість літаків, кількість перевезених пасажирів, кількість боргів та багато іншого.
Імена конкурентів: Тіна Кортез, Зіггі Зорглос, Ігор Туполевський, Маріо Зуччаро. З ними можна співпрацювати: в цьому разі можна скористатися їх закордонними філіалами для отримання замовлень на перевезення пасажирів. Диверсії (див. нижче) проти них псують відносини, і з часом вони можуть розірвати стосунки.

## Кімнати аеропорту
Тут перераховані всі кімнати, які гравець може відвідати в аеропорті, — зліва направо. Якщо обрано режим місій, у деяких місіях деякі установи можуть бути недоступні. Всі кімнати розташовані в лінію на двох поверхах.

### Перший поверх
- Склад (починаючи з First Class). Тут гравець може взяти замовлення на перевезення вантажів. При наведенні курсора на замовлення можна побачити довжину перельоту, масу вантажу (в тоннах), суму премії в разі виконання замовлення (за умови перевезення всього вантажу, іноді це необхідно робити в декілька прийомів), суму неустойки в іншому разі та карту-схему, де можна побачити місце розташування літаків, можливість перевезення ними вантажу та день тижня, коли або до якого вказані вантажі необхідно перевезти. Також тут можна замінити скріпки на клей. Працює цілодобово.
- Автомат, де продається енергетичний напій. Його можна взяти лише в рукавичках.
- Музей. Тут гравець може придбати нові літаки, що раніше були в ужитку, за значно зниженою ціною, ніж у брокера (див. нижче). Крім того, тут можна продати власні літаки, але також за низькою ціною (відповідно до гри, 90 % вартості літака належать державі). Працює з понеділка по п'ятницю з 11 години до завершення робочого дня (18:00 — надалі: з.р.д.).
- «Остання хвилинка». Тут можна отримати замовлення на перевезення пасажирів на поточний день та іноді на наступний. При відвідуванні доступно шість замовлень. Піднісши курсор на замовлення, можна побачити довжину рейсу, кількість пасажирів, які будуть перевезені, день тижня перевезення, суми премії та неустойки, можливість виконати перевезення наявними літаками, напрям на карті-схемі. Працює всі дні тижня, крім суботи, з 09:00 до 16:00.
- Далі в аеропорті розташовані сходи на другий поверх, телефон, над ними табло, де вказані рейси на сьогодні, багажне відділення, яке до геймплею не відноситься.
- "AirTravel". Тут можна взяти замовлення на перевезення пасажирів на декілька днів вперед. Все інше повністю аналогічне агентству «Остання хвилинка». Також тут можна взяти павука. Працює всі дні тижня з 09:00 до 17:00.
- Далі розташовані сходи на другий поверх (з телефоном) та ще одне табло інформації. За ним знаходиться магазин пального. У ньому можна придбавати різної якості бензин та цистерни для його зберігання. Якщо ринкова вартість пального вища за ту, що пропонує цей магазин, можна зекономити на цьому. Також можна зекономити, якщо придбавати дешевий бензин, шкідливий для турбін літака, але це може підвищити витрати на ремонт. Також у цьому магазині можна взяти рукавички та дати продавцю футляр від гітари. Якщо це зробити, відкриється наступна кімната. Працює магазин пального з понеділка по суботу від 11:00 до з.р.д.
- Потайна кімната з вогнегасником. Всередині знаходиться велетень, в якого можна замовити диверсію чи саботаж іншої авіакомпанії. Зокрема, можна замовити бомбу в офісі, пересолену їжу в літаку, бактерію в каві, вірус у ноутбуці тощо. Кожний наступний вид диверсії відкривається, якщо здійснено попередній. Якщо захопитися цим, доведеться сплатити штраф конкуренту, проти якого було зроблено саботаж, за яким спіймали гравця. Відкрита кімната цілодобово.
- Дьюті-фрі. Звичайний магазин аеропорту. Тут можна придбати записник (за допомогою якого можна швидко дістатися будь-якої кімнати), мобільний телефон, коробку цукерок, лікер, з часом ноутбук, за певних умов і підкову. Зламаний ноутбук замінити можна також тут. Працює з понеділка по п'ятницю з 10:00 до з.р.д., по суботах та неділях з 10:00 до 16:00.
- Банк. Тут проводяться фінансові операції. У відділі кредитів можна взяти кредит та потім повернути його. У відділі акцій можна придбати акції певної авіакомпанії, продати їх, захопити іншу авіакомпанію (якщо придбати понад 50 % акцій їх авіакомпаній, що на практиці майже нереально зробити[2]), випустити нові акції, встановити нові дивіденди. Також на стіні висить графік стану акцій всіх авіакомпаній. Працює банк цілодобово.
- Кіоск. Тут можна подивитися новини світу з трьох газет. Інформацію про суспільні події, пов'язані з авіакомпаніями, також слід дивитися тут. Відкритий цілодобово.
- Туалети. Сюди доведеться бігати цілий день, якщо конкурент замовить гравцю саботаж «бактерія в каві». Щоб це припинилось, необхідно застосувати ліки, які можна взяти в кімнаті на другому поверсі.
- Кафе Ріка. Тут можна поспілкуватися з Ріком, він може дати трохи порад чи повідомити трохи новин. Доступне цілодобово.
- Далі розташовані табло, сходи на другий поверх, телефон, за ними термінали і в самому кінці справа — ангар. У ньому літаки перевіряються перед вилітом та за потреби ремонтуються. Можна налаштувати, хто буде слідкувати за літаками (чим вищий досвід роботи має спеціаліст, тим вища вартість послуг), замовити разовий ремонт літака, його відновлення до бажаного рівня тощо. Ангар відкритий завжди.

### Другий поверх
Порядок розташування кімнат на другому поверсі залежить від того, яку авіакомпанію обрано гравцем.
- Телескоп. Тут зображено обличчя менеджерів чотирьох авіакомпаній (за аналогією з обличчями чотирьох президентів на горі Рашмор) та зазначена кількість перевезених пасажирів. В деяких місіях зліва від телескопу буде розташоване будівництво космічної станції.
- Офіси. Чотири пари офісів простягаються майже на весь другий поверх. В центральному офісі проводиться більша частина гри. Тут можна прочитати пошту, зробити дзвінок, покращити якість літаків, подивитися на глобусі, де розташовані літаки зараз. Також саме тут відбувається планування рейсів, маршрутів та вантажних перевезень, а також налаштування, яким пальним заправляється літак — тим, що в цистернах, чи тим, що придбається за ринковою ціною. В додатковому офісі — відділі кадрів — можна найняти на роботу пілотів, стюардес та радників, звільнити їх та підвищити чи знизити заробітну плату. Інтер'єри центральних офісів різних авіакомпаній різні.
- Рекламне агентство. Тут можна покращити імідж авіакомпанії в цілому, імідж певного маршруту та ознайомитися з даними останнього опитування щодо відомості авіакомпанії серед пасажирів. Працює з 12:00 до з.р.д. з понеділка по п'ятницю.
- Охоронне агентство (починаючи з Evolution). Тут можна замовити охорону офісу, літаків, ноутбуку тощо. Це захистить від диверсій. Працює цілодобово.
- Кабінет менеджера аеропорту. Тут щоранку відбувається нарада, де менеджер аеропорту аналізує авіакомпанії, в грі з місіями — хто найближче до поставленої мети. Також вранці менеджер аеропорту може оштрафувати того, хто надто захопився диверсіями. Під час робочого дня тут можна замовити для себе додатковий термінал аеропорту (за відповідну суму) та зробити ставку на аукціоні закордонних філіалів. Доступний цілодобово.
- Віконце маршрутів. Тут можна подивитися інформацію про наявні маршрути та орендувати деякі з них. Відкрите цілодобово.
- Брокер літаків. Тут можна придбати нові літаки, які значно дорожчі за літаки в музеї, але не потребують ремонту. Працює всі дні тижня з 09:00 до 16:00.
- Дизайн літаків (починаючи з Evolution). Тут гравець може побудувати дизайн власного літака та потім придбати цей літак. Деталі також коштують чимало грошей. Працює цілодобово.

## Цікаве
- У менеджера аеропорту можна взяти фотолистівку, яку можна віднести у відділ кадрів. Там можна взяти ліки, щоб протидіяти бактерії в каві.
- Щоб продавчиня дьюті-фрі дозволила взяти підкову, необхідно віддати їй бюстгальтер, який можна взяти у брокера літаків. Підкову слід віднести в кафе Ріка. Це збереже гравця від страйків.
- Якщо в магазині пального взяти рукавички, можна з автомата взяти банку напою, яку слід віднести в кіоск. Натомість продавець газет дозволить взяти «бомбу-смердючку». Якщо застосувати її біля терміналу конкурентів, їх репутація зіпсується.
- В дьюті-фрі можна придбати лікер. Його можна віднести в ангар, замінивши на пляшку з олією. Якщо змазати олією глобус в центральному офісі, він припинить скрипіти та почне рухатися швидше.
- У віконці маршрутів можна взяти скріпки. Їх можна замінити клеєм на складі. Клей можна застосувати на підлозі другого поверху, щоб затримати конкурентів.
- На початку гри вкрай рідко можна в банку знайти 100000$ в ящику для сміття.
- В "AirTravel" можна взяти павука. Його можна віднести до саботажника, обмінявши на дротик. Дротик можна віднести в рекламне агентство, обмінявши на антивірусний диск. Це збереже ноутбук від вірусу.[3]
- Не варто повідомляти хазяїну ангара, що він не має права палити біля цистерни в своєму приміщенні. Це призведе до того, що він образиться і протягом доби не забажає мати з вами справу. Виправити ситуацію можна, якщо дати йому лікер.

## Airline Tycoon 2
В травні 2006 року було проголошено, що Spellbound буде виробляти продовження гри. В жовтні 2009 року Spellbound оголосила, що нова версія гри вийде наприкінці 2011 року..
Продовження гри — Airline Tycoon 2 — було випущено 14 жовтня 2011 року.